# Ilias Lappas
Ilias Lappas (griechisch Ηλίας Λάππας, * 20. Juli 1979 in Athen) ist ein griechischer Volleyballspieler.
Ilias Lappas, der bei einer Körpergröße von 1,94 m auf der Position des Außenangreifer spielt, begann seine Karriere 1991 beim griechischen Verein Koukaki, wo er für sechs Jahre spielte. Im Sommer 1997 wechselte Lappas zu Panellinios Athen, ehe er vier Jahre später beim Ligakonkurrenten AEK Athen einen Einjahresvertrag unterschrieb. Nach je einer weiteren Saison bei Aris Thessaloniki und PAOK Thessaloniki wechselte er 2004 zum Spitzenverein Panathinaikos Athen, wo er bis heute unter Vertrag steht. Mit Panathinaikos konnte Lappas 2006 neben einer Meisterschaft und einem Pokalsieg auch den Griechischen Supercup (2006) gewinnen und schaffte es zudem sich für das Final-4-Turniere des Top Teams Cup zu qualifizieren.
Ilias Lappas ist ein fester Bestandteil der griechischen Nationalmannschaft und nahm mit dieser unter anderem an den Olympischen Spielen 2004 in Athen teil.

## Karriere
| Zeitraum  | Verein              |
| --------- | ------------------- |
| 1991–1997 | Koukaki             |
| 1997–2001 | Panellinios Athen   |
| 2001–2002 | AEK Athen           |
| 2002–2003 | Aris Thessaloniki   |
| 2003–2004 | PAOK Thessaloniki   |
| 2004–2011 | Panathinaikos Athen |
| seit 2011 | Foinikas Syros      |

## Titel
- Griechischer Meister: 2006
- Griechischer Pokalsieger: 2007, 2008, 2010
- Griechischer Supercup: 2006
- Griechischer League Cup: 2011